# Ràdio Principat
Ràdio Principat és una emissora de ràdio de La Seu d'Urgell (Lleida), propietat del Bisbat d'Urgell, que la gestiona a través d'Ens de Comunicacions S.L.. Està associada a Ràdio Estel, de l'Arquebisbat de Barcelona.

## Història
Ràdio Principat fou creada sota l'impuls del bisbe d'Urgell Joan Martí i Alanis. Des de les seves primeres emissions, el 2 de març de 1998, s'associà a Ràdio Estel, que en aquell moment només emetia a Barcelona, mantenint desconnexions per a la programació local. El mateix 1998 Ràdio Principat va posar en funcionament un repetidor a Andorra, que també forma part de la Diòcesis d'Urgell. A mitjans del 2000 la Generalitat de Catalunya li va cedir dos freqüències a Puigcerdà-Tosa d'Alp i a Lleida-Alpicat per emetre en proves de manera temporal. En el concurs públic del 2008 obtingué les concessions de forma definitiva.